# Pëtr Kuz'mič Krenicyn
Pëtr Kuz’mič Krenicyn, in russo Пётр Кузьмич Креницын? (1728 – 4 luglio 1770), è stato un navigatore ed esploratore russo.

## Biografia

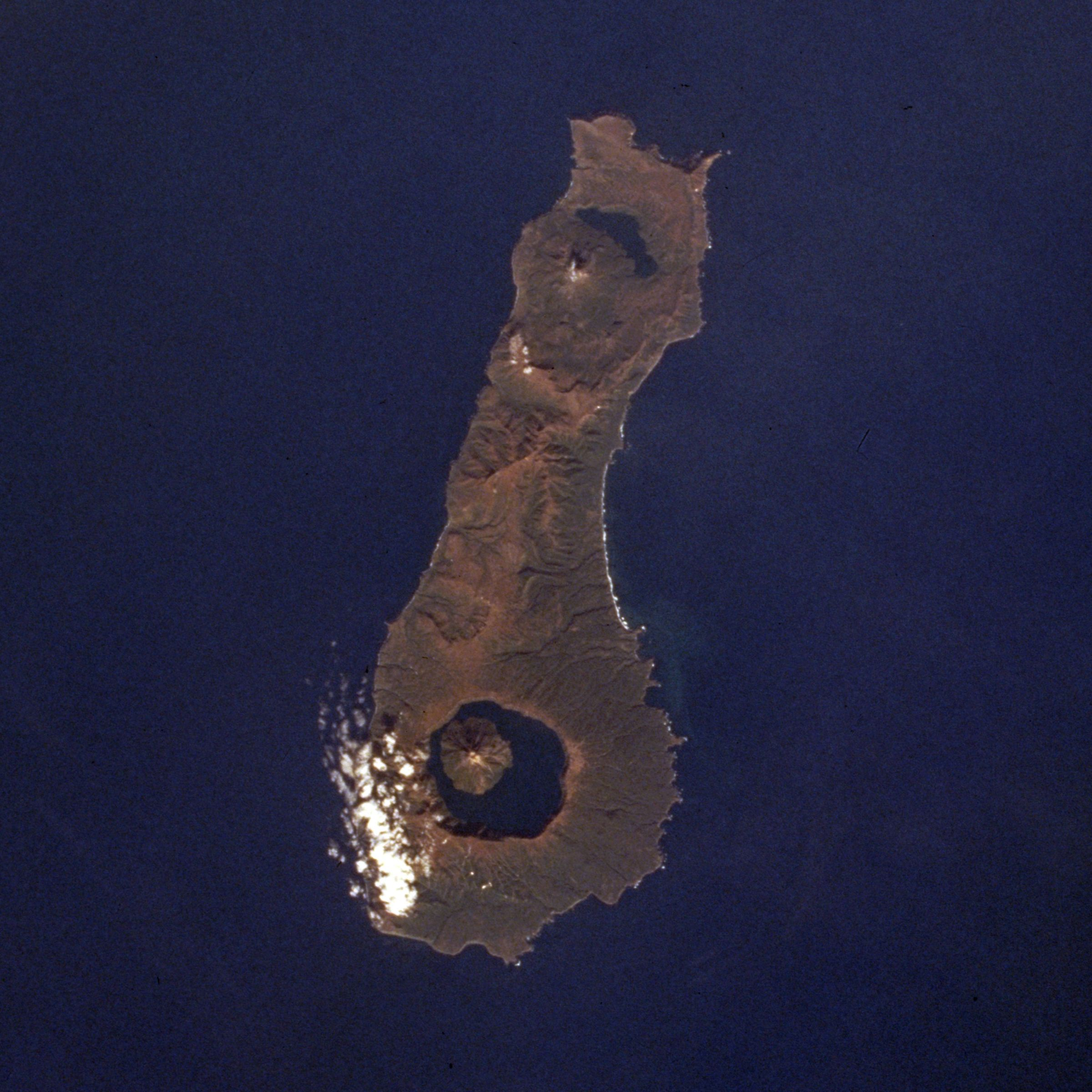
L'isola di Onekotan

Krenicyn entrato nel Corpo dei Cadetti della Marina (in russo Морской кадетский корпус?) nel 1742, fu promosso guardiamarina l'anno successivo e fu capitano di vascello presso la Marina imperiale russa. Dopo la tragica impresa di Vitus Bering del 1741, fu il primo a condurre una spedizione in Alaska e nelle isole Aleutine. Fu inviato nel 1764, insieme a Michail Dmitrievič Levašov, dall'imperatrice Caterina II ad esplorare con quattro navi la parte settentrionale dell'oceano Pacifico, in particolare l'area intorno al stretto di Bering. Krenicyn comandava la nave "Santa Caterina" e Levašov la "San Paolo" .
Alcune caratteristiche geografiche della costa dell'Alaska e delle isole Avatanak, Akutan e Tigalda sono state denominate da Krenicyn nelle carte che furono successivamente pubblicate.
Il 4 luglio 1770, Krenicyn annegò nel fiume Kamčatka e Levašov assunse il comando della spedizione. 
In suo onore sono state così chiamate, dal capitano Michail Teben'kov, le isole Krenitzin, un sottogruppo delle Rat nell'arcipelago delle Aleutine occidentali, e il vulcano Krenicyn, il rilievo più alto dell'isola Onekotan. Porta il suo nome anche lo stretto di Krenicyn, tra le isole di Charimkotan e Onekotan.